# Cristoforo Mameli
Cristoforo Mameli (Lanusei, 5 febbraio 1795 – Roma, 18 ottobre 1872) è stato un politico, avvocato e funzionario italiano.

## Biografia
Il nome completo risulta Cristoforo Angelo Pasquale Francesco Mameli. Figlio di Giovanni Antonio Basilio e Monserrata Pisano, apparteneva a una stirpe notarile ogliastrina ed era parente del noto Goffredo Mameli. Sposò Marianna Cappai ma non ebbe figli.
Dopo aver lavorato come funzionario nell'amministrazione centrale della Sardegna sabauda (vicario e sovrintendente generale di Polizia negli anni 1841-1847), divenne un esponente della nascente classe politica liberale.
Nel 1847 fece parte della delegazione stamentaria (gli Stamenti erano le camere del parlamento isolano) costituita per la fusione della Sardegna con gli stati sabaudi di terraferma (Piemonte, Genova ecc.). Fu quindi eletto deputato alla Camera e nel 1849. Ministro della Pubblica Istruzione nel Governo D'Azeglio I, nel 1850 divenne Consigliere di Stato e nel 1854 fu nominato Senatore del Regno di Sardegna.